# Marco Hoffmann
Marco Philip Hoffmann (* 8. November 2003) ist ein österreichischer Fußballspieler.

## Karriere
Hoffmann begann seine Karriere beim USV Halbturn. Im März 2015 wechselte er in die Jugend des SK Rapid Wien, bei dem er ab der Saison 2017/18 auch in der Akademie spielte. Im September 2018 kehrte er nach Halbturn zurück, wo er nach seinem 15. Geburtstag für die Kampfmannschaft spielte. Bis zum Ende der Saison 2018/19 kam er zu 13 Einsätzen in der sechstklassigen 1. Klasse. In den abgebrochenen Saisonen 2019/20 und 2020/21 kam er insgesamt zu 21 Einsätzen, in denen er zwölfmal traf. In der Saison 2021/22 erzielte der Angreifer 26 Tore in 25 Spielen und stieg mit Halbturn in die II. Liga auf. In dieser gelangen ihm in der Saison 2022/23 24 Tore in 22 Einsätzen, mit Halbturn schaffte er den Durchmarsch in die Burgenlandliga. In der vierthöchsten Spielklasse erzielte er in der Saison 2023/14 18 Treffer in 25 Spielen.
Zur Saison 2024/25 wechselte Hoffmann zum Bundesligisten TSV Hartberg, bei dem er einen bis 2026 laufenden Vertrag erhielt. Sein Debüt in der Bundesliga gab er im August 2024, als er am dritten Spieltag jener Saison gegen den FK Austria Wien in der 88. Minute für Elias Havel eingewechselt wurde.

## Persönliches
Sein Vater Werner (* 1973) war ebenfalls Fußballspieler.